# آن شارييه
آن شارييه (بالفرنسية: Anne Charrier)‏ هي ممثلة فرنسية، ولدت في 16 مارس 1974 في فرنسا.

## أعمال

### أفلام
- (2016) مرسيليا

## وصلات خارجية
- آن شارييه على موقع IMDb (الإنجليزية)
- آن شارييه على موقع ألو سيني (الفرنسية)
- آن شارييه على موقع قاعدة بيانات الأفلام السويدية (السويدية)
- آن شارييه على موقع قاعدة بيانات الفيلم (الإنجليزية)
- آن شارييه على موقع كينوبويسك (الروسية)